# トーマス・バートリー
トーマス・ウェルズ・バートリー(Thomas Welles Bartley、1812年2月11日 - 1885年6月20日)は、アメリカ合衆国オハイオ州の民主党の政治家である。第17代オハイオ州知事。バートリーは父のモーデカイ・バートリーによって知事職を継承されるという、アメリカ合衆国の高い公選の地位には珍しい例である。
バートリーはオハイオ州ジェファーソン郡で生まれた。ジェファーソン大学を卒業後、1831年にバートリーは弁護士を開業する。1839年から1841年まで州下院議員を、1841年から1845年まで州上院議員を務めた。1843年には州上院議長に選ばれた。外交官任命のため1844年4月15日にウィルソン・シャノン知事が辞任した事を受け、バートリーは州上院に留まったまま兼任で州知事に就き、12月3日までのシャノンの残り任期を務めた。民主党の再指名を狙うも、ホイッグ党の指名を受けた父との対立を避けて、州大会で敗れた。バートリーは後に州最高裁判所の裁判官を1852年から1859年まで務めた。